# Ana Moser
Ana Beatriz Moser (ur. 14 sierpnia 1968 w Blumenau) – brazylijska siatkarka, reprezentantka kraju, przyjmująca. W 1996 r. w Atlancie zdobyła brązowy medal olimpijski.